# Teinopodagrion angulatum
Teinopodagrion angulatum – gatunek ważki z rodziny Megapodagrionidae. Występuje na terenie Ameryki Południowej; jest endemitem Ekwadoru.